# Garrotxa (fromage)
Le garrotxa est un fromage au lait de chèvre traditionnel catalan. Localement, il est appelé formatge Garrotxa ou formatge de pell florida, « fromage à croûte fleurie »), et en espagnol queso Garrotxa ou queso de corteza enmohecida.
Presque disparu au début des années 1980, il a été redéveloppé par une jeune coopérative de fromagers et éleveurs de chèvres dans la zone de la Garrotxa, en Catalogne. La reprise a commencé en 1981, et dès lors le fromage sa production artisanale s'est généralisée,,,.
Le garrotxa s'élabore traditionnellement avec lait de chèvre murcienne, affiné dans des caves pour renforcer le développement du penicillium et du goût final. Ce fromage se caractérise par une couche de couleur grise ou gris bleuté, une texture ferme, un intérieur de couleur ivoire et un goût terreux, légèrement acide. Sa pâte est semi-molle. Les meules du garrotxa sont petites (en général autour de 750 grammes) et murissent relativement rapidement à cause de l'humidité des Pyrénées. Son temps de maturation varie, mais il est d'habitude de quatre à huit semaines. Le fromage est pasteurisé.
Le garrotxa se marie bien avec du pain de campagne croustillant, des poires, ou des fruits secs comme les noisettes, amandes ou noix. Il peut être servi comme amuse-gueule ou à la fin d'un repas.
Il s'accorde avec des vins blancs comme le priorat, un vin catalan, le pinot gris, le verdejo, ou le chardonnay avec une « texture pour compléter la douceur beurrée du fromage », ou encore le fino ou l'amontillado sec, pour souligner la saveur de fruits secs du fromage.
Quelques catalans réclament pour le garrotxa une dénomination d'origine - équivalent espagnol de l'appellation d'origine contrôlée (AOC) française.